# Гомеш, Нито
Фернанду де Ласерда Гомеш (порт. Fernando "Nito" de Lacerda Gomes; род. 3 февраля 2002, Бисау) — бисау-гвинейский футболист, защитник клуба «Маритиму» и сборной Гвинеи-Бисау.

## Клубная карьера
Гомеш — воспитанник футбольной академии «Виталаиш». В 2020 году он переехал в Испанию, где выступал за клубы «Талавера» и «Трухильо». В 2022 году Гомеш подписал контракт с португальским «Маритиму», где начал выступления за дублирующий состав. 22 января 2023 года в матче против «Эшторил-Прая» он дебютировал за основу в Сангриш лиге.

## Международная карьера
В 2023 году в отборочном матче Кубка Африки 2023 против сборной Сьерра-Леоне Гомеш дебютировал за сборную Гвинеи-Бисау. В этом же поединке он забил свой первый гол за национальную команду. В 2024 году Нито принял участие в Кубке Африки 2023 в Кот-д’Ивуаре. На турнире он сыграл в матче против сборной Нигерии.

### Голы за сборную Гвинеи-Бисау
| #   | Дата          | Место                            | Противник    | Счёт | Результат | Соревнование                   |
| --- | ------------- | -------------------------------- | ------------ | ---- | --------- | ------------------------------ |
| 01. | 24 марта 2023 | 24 сентября, Бисау, Гвинея-Бисау | Сьерра-Леоне | 1:1  | 2:1       | Кубок Африки 2023 квалификация |